# Nephanes
Nephanes är ett släkte av skalbaggar som beskrevs av Thomson 1859. Nephanes ingår i familjen fjädervingar.
Släktet innehåller bara arten Nephanes titan.

## Bildgalleri

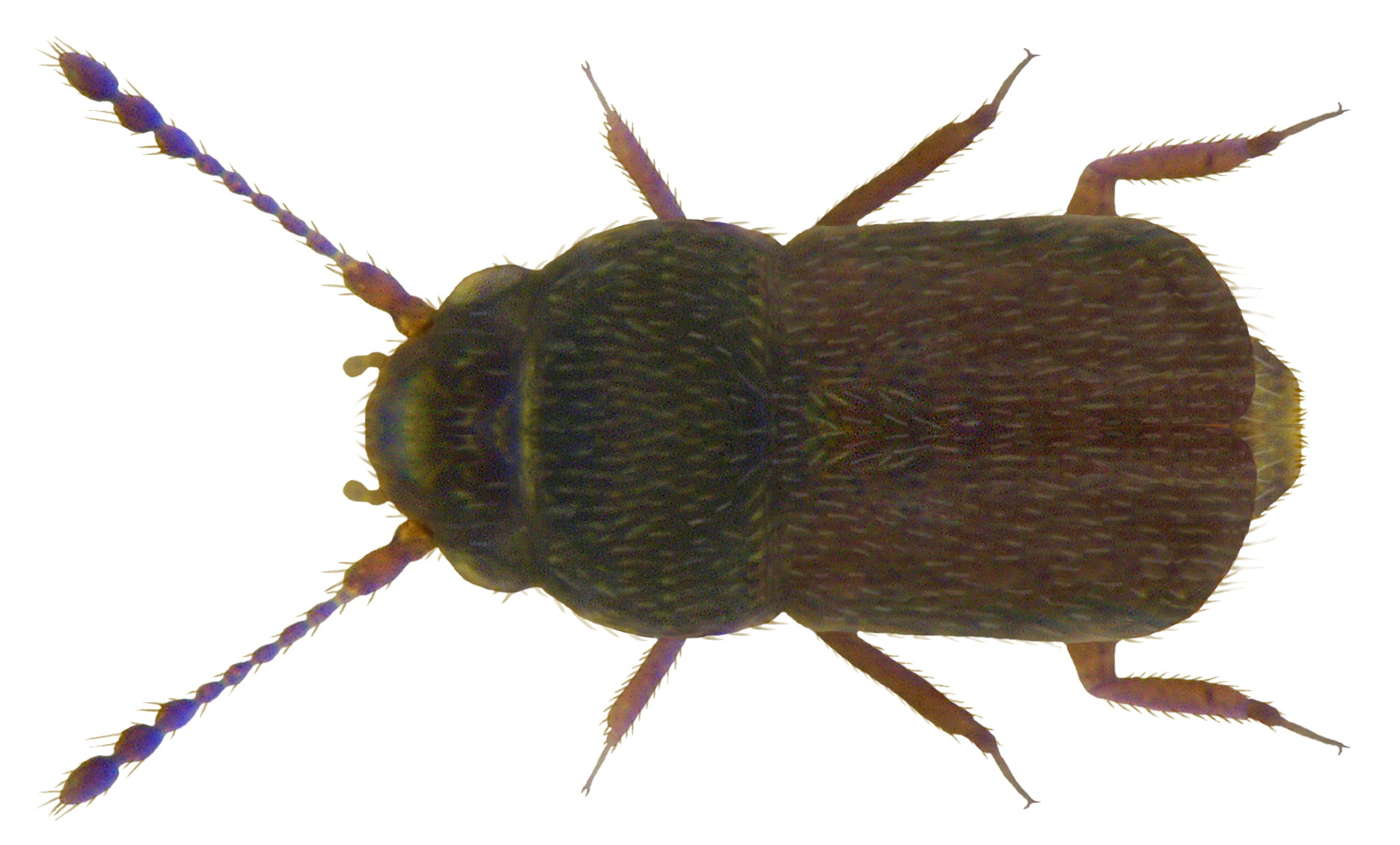
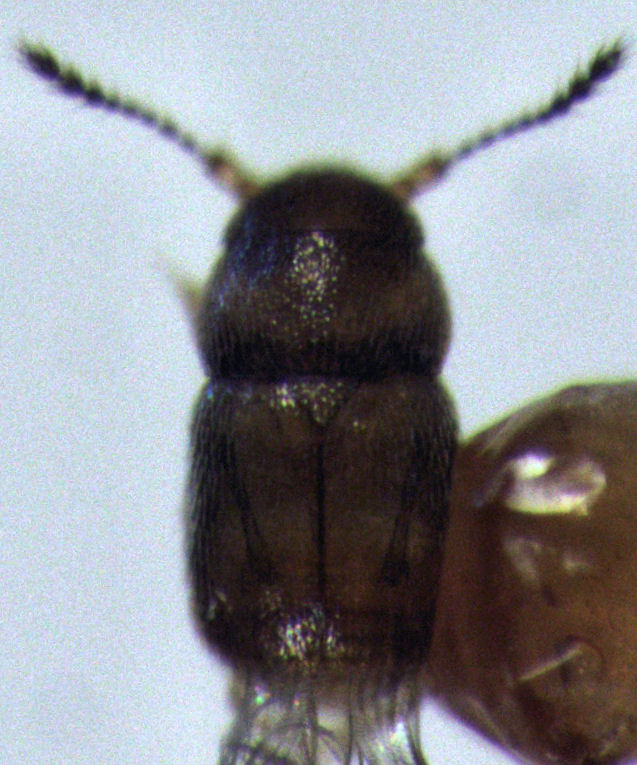
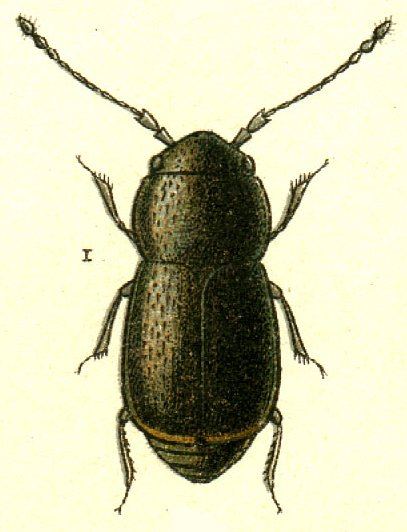